# Lespesia martinezi
Lespesia martinezi är en tvåvingeart som först beskrevs av Brethes 1917.  Lespesia martinezi ingår i släktet Lespesia och familjen parasitflugor.
Artens utbredningsområde är Peru. Inga underarter finns listade i Catalogue of Life.